# Eygelshoven
Eygelshoven (Eygelshovens: Egelze, Kerkraads: Ejelse) is een dorp in het zuidoosten van de Nederlandse provincie Limburg dat behoort tot de gemeente Kerkrade. De plaats was ooit bekend vanwege de steenkolenwinning. Tot aan de gemeentelijke herindeling van 1982 vormde het een zelfstandige gemeente. Het aantal inwoners van de kern bedroeg in 2023 ongeveer 2.175; inclusief de omliggende buurten Hopel, De Vink en Waubacherveld telde de bevolking ruim 5.410 personen.

## Natuur en landschap
Eygelshoven is gelegen op een hoogte van ongeveer 100 meter, in een zeer verstedelijkt gebied, de Oostelijke Mijnstreek, maar de plaats heeft een dorps karakter weten te behouden, met een eigen Limburgs dialect: het Egelzer plat, dat zich duidelijk onderscheidt van het Kerkraads. Door twee wegen is de bebouwing van Eygelshoven bijna vergroeid met die van de Kerkraadse wijken Chevremont en Haanrade.
Verschillende bossen vormen tussen deze gebieden een natuurlijke grens. Tot deze bossen behoren het Bergbos, Kolverenbos en Burgemeester Boijensbos (inclusief: Schovensbos of: Schouffertsbos), in totaal ongeveer 25 hectare. Het dorp ligt aan de noordelijke zijde van Kerkrade en vlak tegen de Duitse grens, die hier gevormd wordt door de rivier de Worm. Het Wormdal is een bosrijk natuurgebied. Een ander natuurgebied bij Eygelshoven is de Groene Long, een uitgestrekte groene vallei (Anstelvallei) met een aantal vijvers en een stuwmeertje die samen Cranenweyer worden genoemd. Een derde, ook aan de zuidkant grenzend, natuurgebied is het Strijthagerbeekdal in het gelijknamige dal van de Strijthagerbeek, met de watermolens Hammolen en Brugmolen, visvijvers en een kasteel. Door Eygelshoven zelf loopt de Strijthagerbeek die er uitmondt in de Anstelerbeek.

## Geschiedenis en mijnbouwverleden
Het dorp wordt in 1131 voor het eerst officieel vermeld als Eigelsowen in de Annales Rodenses, een kroniek van de abdij Kloosterrade (Rolduc). Er wordt melding gemaakt van het bouwen van een molen in "superius Eigelsowen super Anstelam", hetgeen betekent "boven Eygelshoven aan de Anstel". Het jaar 1131 wordt hierna gebruikt om de verjaardag van Eygelshoven te vieren.
Verschillende Romeinse vondsten, onder andere in 2001 een uitgebreide romeinse villa in het villapark Holzkuil ten zuiden van voormalige bruinkool- en turfafgraving Herman, hebben aangetoond dat het gebied echter al aan het begin van de jaartelling bewoond was. Vanaf de middeleeuwen behoorde de enclave Eygelshoven samen met het land van Ter heyden lange tijd tot een kleine heerlijkheid, die onderdeel was van het hertogdom Gulik (Jülich). Na annexatie door de Fransen, begin 19e eeuw, viel Eygelshoven onder het departement Nedermaas, met als hoofdstad Maastricht. Na de napoleontische tijd werd Eygelshoven bij het Congres van Wenen (1815) toegewezen aan Nederland.

### Steenkool
Van oorsprong is Eygelshoven een kleine gemeente waarin landbouw het hoofdmiddel van bestaan vormde, aangevuld door een bescheiden vorm van handel en plaatselijk ambachtswerk. Duitse (mijn)ingenieurs zouden dat beeld vanaf eind 19e eeuw ingrijpend veranderen. In 1870 voerden de uit Herzogenrath afkomstige molenaar Anton Wackers en zijn zwager Gustav Schümmer bij Eygelshoven proefboringen uit naar steenkool, nadat er al een aantal jaren eerder een steenkoollaag was aangetroffen. Deze ontdekking in een economisch sterk achtergebleven gebied leidde tot de oprichting van de concessie Laura, vernoemd naar Wackers' echtgenote, een exploratievergunning die korte tijd later met de belangen van een naburige concessiehouder werd samengevoegd tot Laura en Vereeniging. In 1901 werd de eerste schacht van de mijn Laura aangelegd, het jaar daarna een tweede. Al snel werd duidelijk dat de ondergrondse Feldbiss-breuk, die dwars door Limburg loopt, een geologisch obstakel vormde voor de kolenmijn om ook het terrein ten noorden van het dal in het dorp te ontginnen. Daardoor kwam in dit gebied een tweede particuliere mijn tot stand, de Julia, die in 1926 in productie ging en tot aan haar sluiting op 20 december 1974 gold als 'de jongste en modernste kolenmijn van Europa'.
De mijnbouw vereiste veel arbeidskrachten die uit het hele land en Oost- en Zuid-Europa moesten worden gehaald. Dit zorgde voor een explosieve stijging van de bevolking in de streek, waardoor ook het dorp in razend tempo groeide. In de eerste helft van de 20e eeuw vertienvoudigde het aantal inwoners van Eygelshoven. Aanvankelijk werden de mijnwerkers en hun families ondergebracht in 'kolonies' buiten de dorpen, maar deze woonkolonie-kernen raakten in de loop der tijd steeds meer met elkaar versmolten. De mijnsluitingen in de tweede helft van de 20e eeuw zorgden overal voor een klap, een groot deel van de bevolking kwam hierdoor zonder werk te zitten. Van de twee mijnen in Eygelshoven werd de Laura als eerste gesloten in 1970, de Julia in 1974, en daarmee ging tevens de voorlaatste steenkoolmijn van Nederland dicht. Het terrein van de Julia is thans ingericht als industrieterrein, dat van oudere voormalige zustermijn Laura is nu een woonbuurt. Op de beginperiode na kwam het kapitaal dat Eygelshoven lange tijd welvaart en industriële bloei bezorgde uit 'vreemde' handen. De aandeelhouders zaten te Brussel, bij de Société Générale de Belgique, een industrieel conglomeraat, opgericht door koning Willem I der Nederlanden dat in de 19e eeuw al geld verdiende met investeringen in de mijnbouw van Belgisch-Congo. In dit verband moet de naam van Albert Thys worden genoemd.
De steenkool van Eygelshoven, dat op 120 meter boven NAP ligt, zat tot op winbare diepten van ca. 700 meter in de ondergrond. De lagen brandstof zijn daar ontstaan tijdens het Carboon, een geologisch tijdvak nu ruim 300 miljoen jaren geleden. Het zeeniveau was toen relatief hoog en grote delen van West-Europa waren bedekt met moerassen, vol afgestorven plantenresten, die onder druk omgevormd werden tot de huidige ondergrondse steenkolenvoorraden. Laura en Vereeniging heeft met vier mijnschachten op twee mijnlocaties in nog geen driekwart eeuw bijna 64 miljoen ton steenkool uit de Eygelshovense bodem gehaald. De totale productiecijfers zijn: mijn Laura 31.885.000 ton (gedolven in de periode 1905-1970), mijn Julia 31.963.000 ton (1926-1974). Steenafval dat bij de productie van de kolenmijn Laura vrijkwam werd gestort op de Steenberg Laura ten westen van het dorp.

### Bruinkool
In Eygelshoven lag ook de groeve Herman waar in twee fasen bruinkool in dagbouw gedolven werd. De eerste periode van 1920 tot 1923, de tweede periode van 1945 tot 1949.

## Opheffing
Eygelshoven werd bij de herindeling van 31 december 1981 als zelfstandige gemeente opgeheven. Het kwam grotendeels bij de nieuwe gemeente Kerkrade, terwijl enkele hectares bij de aangrenzende nieuwe gemeente Landgraaf werden gevoegd. Destijds was het bij bestuurlijke herindelingen een tendens om kleinere aaneengegroeide woonplaatsen in te delen als wijken van een stad. Dat geschiedde ook in Eygelshoven, dat na de gemeentelijke herindeling met omliggende buurten de wijk Kerkrade-Noord vormde. Sinds 2005 verschijnen er weer blauwe plaatsnaamborden met "Eygelshoven" bij de invalswegen van het dorp.

## Stations in Eygelshoven
Eygelshoven heeft station Eygelshoven Markt aan de in 2018 geëlektrificeerde spoorlijn Heerlen - Herzogenrath - Aken. Station Eygelshoven ligt aan de Heuvellandlijn (beide stations worden bediend door Arriva) die net ten westen van het dorp van de eerstgenoemde lijn aftakt. Dit gedeelte van de Heuvellandlijn is onderdeel van de Miljoenenlijn. Station Eygelshoven ligt een flink eind buiten het centrum, in tegenstelling tot het nieuwere station Eygelshoven Markt, nabij het viaduct van de Waubacherweg.
In het verleden was er al een halte op de plaats van station Eygelshoven Markt, maar die werd in 1966 gesloten. In september 2007 begon de aanleg van het nieuwe station; het werd op 9 december 2007 geopend.
Station Eygelshoven heette eerder Hopel, omdat het bij de Hopel ligt, een gemeenschap die van oorsprong geen buurt van Eygelshoven is en nooit bij die vroegere kleine gemeente heeft gehoord, maar een gehucht was van het grotere Kerkrade.

## Kerken en religies

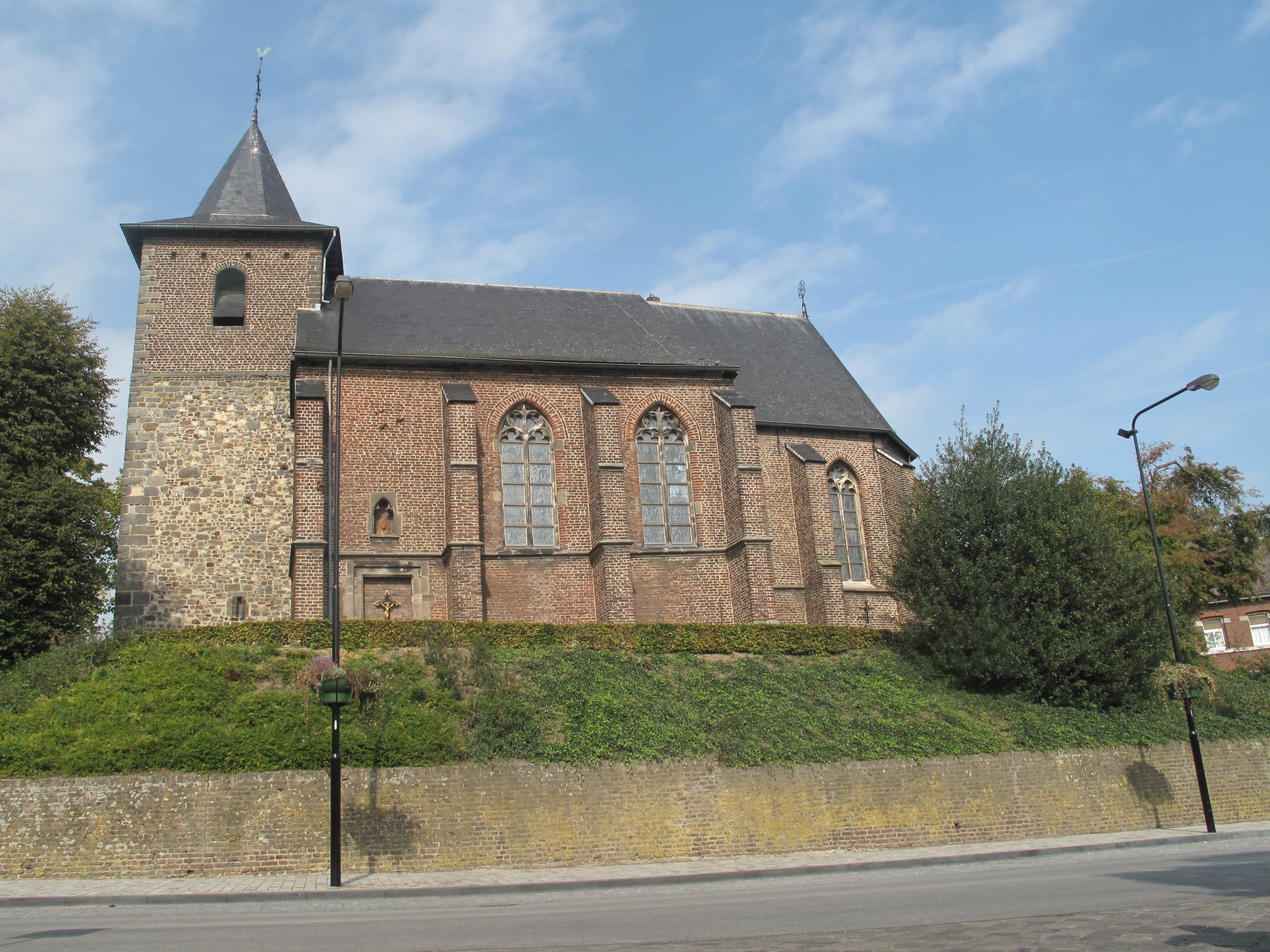
Het Kleine Kerkje in Eygelshoven

In het centrum van Eygelshoven staan twee kerken.
- De oudste van deze, het Kleine Kerkje, of Oude Kerkje, heeft delen die waarschijnlijk uit de 11e eeuw dateren en is een van de oudste godshuizen van het Bisdom Roermond, gewijd aan Johannes de Doper. Het gotische hallenkerkje is gebouwd op een kerkheuvel tegenover het marktplein en was gewijd aan de heilige Johannes de Doper. In de zuidmuur waren fragmenten van twee Romeinse mijlpalen als bouwsteen hergebruikt, die bij een restauratie in 1939 zijn verwijderd. Door de explosieve bevolkingstoename gedurende de mijnperiode werd de bouw van een nieuwe grotere kerk noodzaak.
- Daarom werd in 1922 de nieuwe Johannes de Doperkerk gebouwd, naar een ontwerp van de architecten Alphons Boosten en Jos Ritzen. Na de oorlog vestigden zich veel katholieke mijnwerkers uit landen als Spanje en Italië in Eygelshoven.
- In 1957 verrees daarom tussen de buurten Hopel en Kommerveld nog een derde kerk, de Pastoor van Arskerk. Deze laatste kerk werd in 1993 gesloten en een jaar later afgebroken doordat ze als gebedshuis voor Eygelshovens tweede parochie overbodig raakte.

Ook werd er aan de Marialaan een Mariakapel gebouwd.
De bevolking van Eygelshoven is in overgrote meerderheid rooms-katholiek. Door de komst van arbeidskrachten uit noordelijker gelegen delen van Nederland ontstond er midden 20e eeuw echter een aanzienlijke protestants-christelijke geloofsminderheid.
- Daarom werd in 1956 op de hoek Molenweg – Juliastraat de Nederlands Hervormde Augustinuskerk gebouwd, grotendeels gefinancierd met schenkingen van de Domaniale mijn, van de steenkolenmijncombinatie Laura en Vereeniging en van Duitse geloofsgemeenschappen. De keuze voor de naam Augustinus - een voor katholieken belangrijke heilige - moest de destijds zeer dominante katholieke zuil mild stemmen tegenover de protestanten die meestal niet uit Limburg afkomstig waren. Ook de lokale KVP-afdeling van de gemeente Eygelshoven kon daarom instemmen met een subsidie voor de bouw. De kerk had een door Flentrop gerestaureerd kerkorgel, dat al in de jaren zestig is verplaatst naar een godshuis in Kerkrade. In 1976 is ook het kerkgebouw verkocht door de inmiddels weer te klein geworden protestantse geloofsgemeenschap. De kerk is daarna omgebouwd tot woonhuis.
- Moslims vormen de derde religie, vooral na de komst van een nieuwe generatie mijnwerkers uit Turkije en Marokko begin jaren zestig, maar daarvoor ook door de opname van een aantal immigranten uit Indonesië. Door de opkomst van de industrie na de mijnsluitingen in de regio, is het aantal gastarbeiders uit islamitische landen opnieuw gestegen. Door gezinshereniging is het aantal moslims verder toegenomen.

## Andere bezienswaardigheden
- Naast de Sint-Janskerk bevindt zich het mijnmonument. Het bestaat uit een mijnwagentje, d'r jetsuugswaan, een voormalig werktuig- of materiaalkarretje, dat een belangrijk deel van de Eygelshovense geschiedenis levend houdt. Het monument is een hommage aan alle kompels die jarenlang zwaar werk moesten verrichten om een boterham voor hun gezinnen of naasten thuis te kunnen brengen. Het mijnwagentje is bij de kerk verankerd naast het Sint-Barbarabeeld, een standbeeld van de heilige Barbara, de christelijke patrones van alle mijnwerkers.
- Mijnmonument 't Koelleëve op de rotonde Waubacherweg-Rimburgerweg
- Hoeve Laurastraat 21, van 1631.
- Laethof, aan Putstraat 17, gesloten hoeve van 1764.
- Hoeve Huis Henckens, aan Torenstraat 2, hoeve van 1796 met snijraam in Lodewijk XV-stijl.
- Hoeve Valkenberg, aan Torenstraat 12, van 1797.
- 18e-eeuwse woonhuizen aan Kerkberg 3, 9, 11 en 13.

## Mijnkolonieën

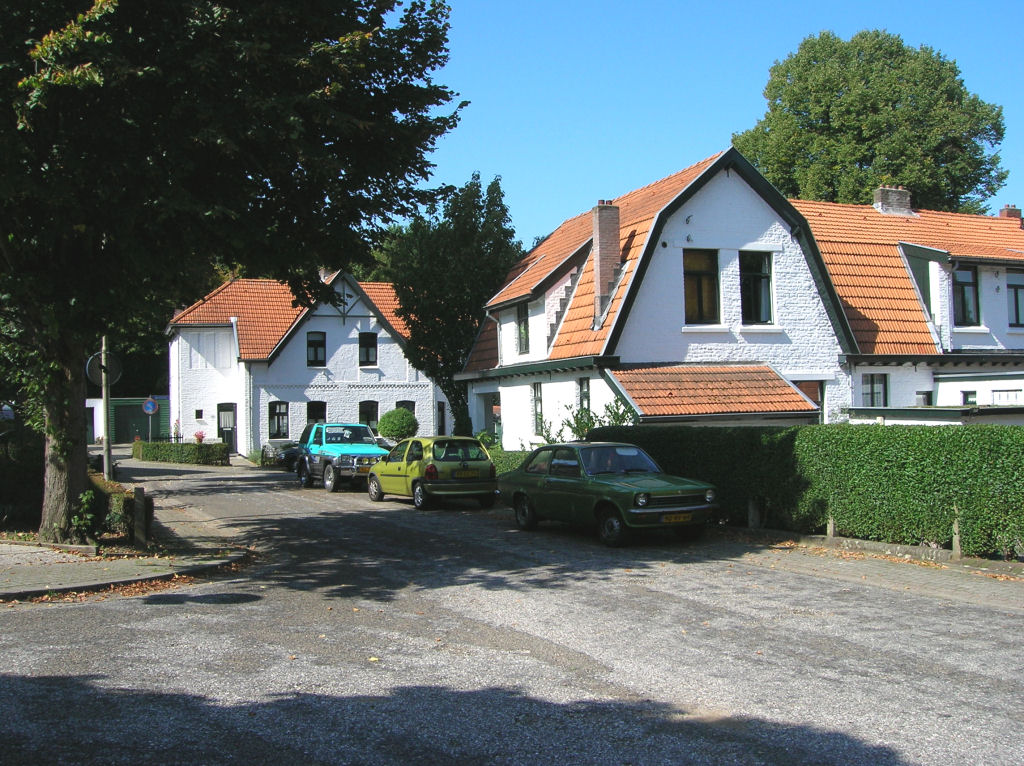
Gerestaureerde mijnwerkerskolonie De Hopel

- De kolonie Hopel, Meesstraat en omgeving, dat formeel op het grondgebied ligt van de gemeente Kerkrade, is een voormalige mijnwerkerskolonie: met veel groen en royale (moes)tuinen, gesticht door het mijnbedrijf Laura en Vereeniging. De wijk, grenzend aan de voormalige steenkoolmijn Laura, werd gesticht in 1906-1910 en omvatte 46 mijnwerkerswoningen. Architect was A. Reichpietsch. Een deel der woningen heeft klokgevels.
- Beambtenwoningen aan Laurastraat 60-82, van 1901, voor de mijn Laura.
- Opzichterswoningen Veldhofstraat 81-83, van 1917, door K. Bonekamp.
- Opzichterswoningen aan Sint-Janstraat 3-13, van 1922, door Anton Bartels.
- Hoofdingenieurswoning Sint-Janstraat 15, van 1925.
- Ingenieurswoningen aan Rimburgerweg 3-5, van 1925, door P. Jaspar in Engelse landhuisstijl.
- Villa Veldhofstraat 117-119, van 1926, door Frits Peutz.
- Villa Pierre, aan Torenstraat 28, van 1901, gebouwd voor R. Pierre, directeur van Laura en Vereeniging. In 1929 hoofdkantoor van de maatschappij, in 2001 omgebouwd tot appartementencomplex.

## Defensie
Op het terrein van de voormalige mijn Julia, aan Rimburgerweg 50, werd een voertuig- en wapenopslag voor het Amerikaanse leger ingericht, onder de naam NL-POMS (Prepositioned Organizational Material Storage). Ook de naam Combat Equipment Base (CEB) was in gebruik. In 2006 werd de POMS-site gesloten, wat leidde tot een verlies van 155 arbeidsplaatsen. Ter compensatie kwam hier een deel van het Financieel Administratie- en Beheerkantoor (FABK) van Defensie. In 2012 was nog sprake van sluiting van het complex. In 2016 werd besloten hier weer een Amerikaans wapendepot in te richten, waarbij het FABK naar Utrecht zou verhuizen, wat in 2017 zijn beslag zal krijgen. 1600 voertuigen zullen worden gestationeerd in het zogenaamde APS-E (Army Prepositioned Stocks Eygelshoven).

## Voorzieningen
Eygelshoven kreeg vanaf tweede helft van de 20e eeuw een weekmarkt, die er nog iedere zaterdag wordt gehouden. De markt trekt door zijn aanbod niet alleen mensen uit het dorp maar ook belangstellenden van daarbuiten, inclusief kopers uit het Nederlands/Duits grensgebied.

## Geboren in Eygelshoven
- Peter Joseph Valckenberg (1764-1837), wijnkoopman en burgemeester van Worms (D.)
- Laurens Bisscheroux (1934-1997), architect en kunstenaar
- Ben Herbergs (1947), publicist, auteur en uitgever
- Peter Franken alias 'Didi' (1949), profvoetballer
- Jan Latten (1952), voormalig sociaal demograaf bij het CBS, sinds 2004 tevens hoogleraar aan de Universiteit van Amsterdam
- Bert van Megen (1961), diplomaat en apostolisch nuntius voor Soedan en Eritrea
- Roger Braun (1972-2022), kunstschilder

## Woonachtig geweest in Eygelshoven
- Pierre Kemp (1886-1967), Nederlands dichter

- Hein Simons (1955), Nederlands zanger die als kindsterretje in de jaren zestig bekend werd onder de naam Heintje.

- André Broeks (1954), (semi)profvoetballer

## Nabijgelegen kernen
Waubach, Nieuwenhagen, Chevremont, Spekholzerheide, Kerkrade, Rimburg en Haanrade.